# Шептицкий, Станислав
Станислав Мария Шептицкий (пол. Stanisław Maria Szeptycki, 3 января 1867 — 9 октября 1950) — генерал-майор австро-венгерской армии и генерал брони Войска Польского, министр обороны Второй Польской республики.

## Семья и образование
Родился в галицкой аристократической семье Шептицких, сын графа Яна Шептицкого и его супруги Софии, дочери известного польского драматурга графа Александра Фредро. Брат Александра, Льва, Романа (Андрея), Казимира (Климентия) Шептицких.
С 1877 года обучался в средней школе в Лемберге, Перемышле и Кракове. В 1885 году получил диплом о среднем образовании. С 1885 по 1888 год был студентом военно-технической академии в Мёдлинге, по окончании которой ему было присвоено звание младшего лейтенанта артиллерии.

## Воинская служба в довоенный период
С 1888 по 1890 год проходил службу в артиллерийском полку в Ярославе. В период с августа 1891 по июнь 1892 года обучался в венской школе верховой езды. В январе 1892 года получил звание лейтенанта артиллерии. В 1892—1894 годах командовал полком полевой артиллерии в Перемышле.
В 1894—1896 годах проходил обучение в школе генерального штаба в Вене. Получив диплом, служил в штабе 53-й пехотной бригады и 27-й пехотной дивизии. В ноябре 1898 года назначен командиром полка 19-й артиллерийской батареи в Гроссвардейне. Через год был повышен до капитана. С ноября 1899 по февраль 1904 года являлся штабным офицером 12-й пехотной дивизии.
Во время Русско-японской войны прослужил 20 месяцев в качестве австрийского военного атташе при российской армии в Маньчжурии.
С октября 1905 по декабрь 1906 года был штабным офицером 3-й кавалерийской дивизии. Затем работал в регистратуре Генерального штаба в Вене. В апреле 1907 года вернулся в 3-ю кавалерийскую дивизию начальником штаба. В ноябре того же года получил звание майора. Осенью 1909 года командовал эскадроном полка полевой артиллерии. В мае 1912 года был произведён в подполковники и переведён в Генеральный штаб. Спустя два месяца, в июле, был назначен австрийским военным атташе в Рим. В мае 1914 года стал полковником.

## Первая мировая война
После начала Первой мировой войны поначалу занимал пост начальника штаба Лембергского района при командовании 3-й армии, после чего, с 24 сентября, был начальником штаба 2-го корпуса. С сентября 1915 года — командир 30-го артиллерийского полка.
В 1914 году кандидатура Станислава Шептицкого рассматривалась украинскими национальными деятелями в качестве претендента на должность командующего формированиями Украинских сечевых стрельцов, поскольку был личным приятелем императора Франца Иосифа, имел широкие связи и влияние во властных кругах, а также под влиянием своего брата митрополита Андрея симпатизировал украинцам. Однако против Шептицкого категорически выступил один из основателей Украинской радикальной партии Кирилл Трильовский. Как следствие — Вена ограничила численность сечевиков до 2000 человек, а Станислав Шептицкий оказался под влиянием польских националистов, которые предложили ему содействие в организации Польских легионов.
С июля по октябрь 1916 года Шептицкий возглавлял 3-ю бригаду польских легионов, с ноября 1916 по апрель 1917 года осуществлял общее командование Польским легионом, а ещё позже, до октября 1918 года, руководил вооружёнными силами Королевства Польского.
Параллельно, с 26 апреля 1917 по 19 февраля 1918 года, занимал пост австро-венгерского губернатора в Люблинском генерал-губернаторстве. Подал в отставку в знак протеста, узнав о том, что по соглашениям Брестского мира, город Хелм и его окрестности переходят под контроль УНР.
С июня по октябрь 1918 года командовал 85-й пехотной бригадой ландвера. 5 ноября 1918 года ушёл в отставку со всех постов.

## Служба в польской армии
В Войске Польском с момента его создания — 16 ноября 1918 года заменил Тадеуша Розвадовского на посту начальника Генерального штаба и занимал его до марта 1919 года. В ночь с 4 на 5 января успешно ликвидировал попытку государственного переворота группы заговорщиков под руководством полковника Мариана Янужайтиса. 6 февраля 1919 года, в знак протеста против критики боевых действий в Галиции, ушёл в отпуск по собственному желанию.
Во время советско-польской войны с апреля 1919 года командовал Литовско-Белорусским фронтом, при этом войскам его 4-й армии удалось оттеснить РККА и закрепиться на позициях за Неманом. В кампании 1920 года командовал Северным фронтом и той же 4-й армией, однако вступил в конфликт с главнокомандующим Юзефом Пилсудским. 31 июля 1920 году уволен. С 1 сентября 1921 года служил военным инспектором в Краковском военном округе. Со временем вступил в ряды национально-демократической оппозиции Пилсудскому. С 13 июня по 19 декабря 1923 года был военным министром страны.
Оскорблённый Пилсудским, после государственного переворота в мае 1926 года вызвал последнего на дуэль, однако маршал не принял вызов. После этого Шептицкий ушёл в отставку с воинской службы.
После отставки проживал в Кракове, политической деятельностью не занимался. Занимал должность президента Национальной ассоциации нефтепроизводителей. Во время Второй мировой войны участия в движении сопротивления не принимал. В конце войны 78-летний генерал вступил в ряды Народного Войска Польского, также он был назначен главой совета польского Красного Креста — этот пост он занимал с 1945 по 1950 год.

## Брак и дети
Первая жена — княжна Мария Юзефина Сапега-Коденская из Красичина герба Лис (1884—1917), дочь Леона Павла Сапеги и его жены — княжны Терезы Сангушко-Коширской. Брак был заключен в Бильче-Золотое — тогдашнем имении Сапегов.
Вторая жена- Станислава Олизарь.

## Награды
- Юбилейный крест 1908 года для военнослужащих (Австро-Венгрия)
- Юлибеная почётная медаль 1898 года[нем.] (Австро-Венгрия)
- Крест «За военные заслуги» 3-й степени с воинскими украшениями (1915, Австро-Венгрия)
- Крест «За военные заслуги» 3-й степени с воинскими украшениями (1916, Австро-Венгрия)
- Крест «За военные заслуги» 2-й степени с воинскими украшениями (1916, Австро-Венгрия)
- Почётный знак «За заслуги перед Красным Крестом»[нем.] крест 1-го класса с воинскими украшениями (Австро-Венгрия)
- Орден Железной короны 3-й степени с воинскими украшениями и мечами (1905, Австро-Венгрия)
- Австрийский Императорский орден Леопольда рыцарский крест с воинскими украшениями и мечами (1914, Австро-Венгрия)
- Орден Железной короны 2-й степени с воинскими украшениями и мечами (1916, Австро-Венгрия)
- Императорский австрийский орден Франца Иосифа большой крест с воинскими украшениями (1918, Австро-Венгрия)
- Войсковой крест Карла (Австро-Венгрия)
- Орден Короны (1909, королевство Пруссия)
- Железный крест 2-го класса (королевство Пруссия)
- Орден «За военные заслуги» 2 степени (королевство Вюртемберг)
- Орден Святого Георгия 2 степени (1900, королевство Бавария)
- Орден «За военные заслуги» 2 степени (королевство Бавария)
- Орден Святого Станислава 2 степени (1905, Российская империя)
- Медаль «В память русско-японской войны» (1905, Российская империя)
- Золотая сабля «За храбрость» (1908, Российская империя)
- Орден Почётного легиона кавалерский крест (1906, Третья Французская республика)
- Орден Почётного легиона командорский крест (1922, Третья Французская республика)
- Орден Бани кавалерский крест (1921, Великобритания)
- Крест Свободы 1-й степени 2-го класса (1922, Первая Эстонская республика)
- Военный орден Лачплесиса 2-го класса (1921, Первая Латвийская республика)
- Орден Звезды Румынии большой крест (1923, королевство Румыния)
- Орден Святого Саввы большой крест (1923, королевство Югославия)
- Орден Короны Италии большой крест (1923, королевство Италия)

- Орден «Virtuti militari» серебряный крест (1921, Вторая Польская республика)
- Орден Возрождения Польши командорский крест (1921, Вторая Польская республика)
- Орден «Virtuti militari» командорский крест (1925, Вторая Польская республика)
- Орден Возрождения Польши командорский крест со звездой (7 ноября 1925, Вторая Польская республика)
- Крест Храбрых (четыре раза: 1-й и 2-й раз в 1921 г., 3-й и 4-й раз в 1922 г., Вторая Польская республика)
- Золотой крест Заслуги (Вторая Польская республика)
- Медаль «Участнику войны. 1918—1921» (Вторая Польская республика)
- Медаль «10-летие обретения независимости» (Вторая Польская республика)
- Крест «За оборону Тешинской Силезии» 2-го класса (2 октября 1919, Вторая Польская республика)
- Медаль «За оборону Тешинской Силезии» (Вторая Польская республика)